# Laboratoire NT2
 (septembre 2020).
 (septembre 2020).
Le Laboratoire NT2 (ou ALN / NT2) est un laboratoire canadien d'art numérique. C'est à la fois un lieu physique (un institut de recherche situé à l'UQAM) et un lieu virtuel fait d'espaces en ligne, mis sur pied par une équipe multidisciplinaire composée de spécialistes en littérature, cinéma, histoire de l'art et jeux vidéo. Leur mission est de promouvoir l'étude ainsi que la création et l'archivage des nouvelles formes de textes et d'œuvres hypermédiatiques. 
Fondé en 2004, le laboratoire est lié à Figura, un centre de recherche et de théories sur les pratiques de l'imaginaire. epuis 2005, il est en collaboration avec la chaire de recherche du Canada sur les arts et les littératures numériques. 
L'équipe du NT2 poursuit trois objectifs de recherche principaux :
- développer des stratégies de recherche
- témoigner des manifestations d'une culture de l'écran
- animer les activités de recherche de Figura

## Projets

### Répertoire
Support numérique offrant des données organisées systématiquement (par ordre alphabétique, chronologique, etc...) autour d’un domaine précis. Un répertoire est orienté vers la recherche et la consultation.
Le répertoire NT2 est entré en activité en 2006 et accepte toujours de nouvelles références. Il propose la recension d'œuvres littéraires hypertextuelles et hypermédiatiques et d'œuvres d'art hypermédiatiques. En plus des éléments bibliographiques, les fiches de ce répertoire contiennent une description de l’œuvre ou du site, une classification en fonction de la nature du site ou de l’œuvre, des formes d’interactivité et du format et, dans certains cas, des notes de recherche ou techniques et des captures de navigation. Il fait partie du projet CELL, une organisation internationale qui aspire à unifier les taxonomies des divers répertoires d'œuvres littéraires numériques.

### Littérature Québécoise Mobile (LQM)
Ce regroupement rassemble divers acteurs de la chaîne du livre : auteurs, éditeurs, chercheurs, lecteurs et organismes voués à la promotion de la littérature québécoise. Il vise leur mise en relation afin de réfléchir sur l'évolution des pratiques d'écriture et de lecture. Le regroupement vise également à comprendre et documenter les pratiques contemporaines.
Ce projet de recherche a donné lieu à treize chantiers, regroupés en trois catégories : outils de veilles et de structuration, structures d'accompagnement et offres de formations. 
Le Pôle Québec de la Littérature Québécoise Mobile est dirigé par René Audet, directeur du Laboratoire Ex situ. Le Pôle Montréal est dirigé par Bertand Gervais, directeur du Laboratoire de recherche sur les œuvres hypermédiatiques NT2. Et Nathalie Lacelle, titulaire d'une chaire de recherche en littératie médiatique multimodale, dirige le volet éducatif de la LQM.

### SARCQ
Le projet SARCQ vise à accompagner des revues québécoises et canadiennes (scientifiques et culturelles) dans leur présence numérique, par la création de sites web adaptés, notamment via Drupal. Il assure leur interopérabilité avec la plateforme Erudit grâce à l'utilisation d'un module OAI-PMH (Open Archives Initiative - Protocol for Metadata Harvesting). L'objectif est de permettre à l'utilisateur de rentrer facilement ses données via un CMS (gestionnaire de contenu) adapté, et permettre leur export pour le site web et sous forme d'XMLErudit.
Le projet pilote comportait quatre revues : Captures, Voix et Images, Estuaire et Lettres québécoises.

### Archiver le présent
Le projet Archiver le présent questionne les tentatives d'épuisement du quotidien. Dans le contexte numérique, cet épuisement devient impossible.
Il a donné lieu à un carnet de recherche et un répertoire d'œuvres consacrés à cette question.
Il est dirigé par Bertrand Gervais (Chaire ALN, Laboratoire NT2), Joanne Lalonde (Laboratoire NT2), Alexandra Saemmer (LabEX H2H).

### Expositions
Les expositions en ligne, commandées par un ou plusieurs membres du laboratoire, mettent en avant des œuvres et des textes hypermédiatiques.

#### Re|Search
Cette exposition s'intéresse à l'omniprésence du numérique dans les pratiques artistiques et de recherche. Elle est évolutive depuis 2006.

#### Attention à la marche! Mind the Gap!
Liée au colloque ELO2018 (organisé par l′Electronic Literature Organization (en), ayant eu lieu à Montréal), cette exposition annonce les thématiques : Remixes, Chroniques, Intersections et Traductions.
La commissaire de cette exposition était Gina Cortopassi. Les interfaces ont été développées par Sylvain Aubé et Robin Varenas.

#### Uchronia|What if?
L'exposition en ligne Uchronia|What if? a été élaborée à la suite de l'invitation du commissaire Philippe Riss-Schmidt lors de la 57e édition de la Biennale d'art contemporain de Venise en 2017. Elle met en avant des artistes travaillant avec le web.

#### hypermedia.MTL
Cette exposition s'intéresse au rapport à l'espace à travers des outils numériques. Elle présente des œuvres web interactives et hypermédiatiques. Elle vise à donner un aperçu numérique de la ville de Montréal. 
Elle se répartit entre trois volets :
- Le lieu : poésie du territoire et intérêt pour la cartographie ;
- Les voix : les lieux sont habités, ce volet s'intéresse à leur aspect social ;
- La mémoire : conserver l'histoire des lieux est une problématique de leur évolution, c'est ce qui est questionné dans cette dernière thématique.